# Sinogomphus telamon
Sinogomphus telamon – gatunek ważki z rodziny gadziogłówkowatych (Gomphidae).